# Потаенный
Потаенный — хутор в Усть-Лабинском районе Краснодарского края России. Входит в состав Ладожского сельского поселения.

## География
Расположен в 9 км к северо-востоку от центра сельского поселения — станицы Ладожской.

## Население
| 2002 | 2010 | 2021 |
| ---- | ---- | ---- |
| 14   | ↗17  | ↘0   |